# Euscelidia zumpti
Euscelidia zumpti là một loài ruồi trong họ Asilidae. Euscelidia zumpti được Janssens miêu tả năm 1957. Loài này phân bố ở vùng nhiệt đới châu Phi.